# Monomorium syriacum
Monomorium syriacum is een mierensoort uit de onderfamilie van de Myrmicinae. De wetenschappelijke naam van de soort is voor het eerst geldig gepubliceerd in 1980 door Tohmé, H. & Tohmé, G..